# بروس گیلیات
بروس گیلیات (زاده ۳۰ می ۱۹۵۹) یکی از بنیانگذاران و مدیر اجرایی سابق الکسا اینترنت می‌باشد.